# Perscheloribates benguetensis
Perscheloribates benguetensis är en kvalsterart som först beskrevs av Corpuz-Raros 1980.  Perscheloribates benguetensis ingår i släktet Perscheloribates och familjen Scheloribatidae. Inga underarter finns listade i Catalogue of Life.